# Cassis Open Provence 2023
Il Cassis Open Provence 2023 è stato un torneo maschile di tennis professionistico giocato sul cemento. È stata la 5ª edizione del torneo, facente parte della categoria Challenger 75 nell'ambito dell'ATP Challenger Tour 2023. Si è giocato allo Sporting Club des Gorguettes di Cassis, in Francia, dal 4 al 10 settembre 2023.

## Partecipanti

### Teste di serie
| Nazionalità | Giocatore         | Ranking* | Testa di serie |
| ----------- | ----------------- | -------- | -------------- |
| Francia     | Alexandre Müller  | 84       | 1              |
| Regno Unito | Liam Broady       | 107      | 2              |
| Francia     | Benjamin Bonzi    | 108      | 3              |
| Rep. Ceca   | Tomáš Macháč      | 121      | 4              |
| Italia      | Giulio Zeppieri   | 136      | 5              |
| Francia     | Antoine Escoffier | 156      | 6              |
| Italia      | Mattia Bellucci   | 182      | 7              |
| Italia      | Federico Gaio     | 215      | 8              |

* Ranking al 28 agosto 2023.

### Altri partecipanti
I seguenti giocatori hanno ricevuto una wild card per il tabellone principale:
- Kenny de Schepper
- Sascha Gueymard Wayenburg
- Antoine Hoang

I seguenti giocatori sono passati dalle qualificazioni:
- Daniel Cox
- Charles Broom
- Elliot Benchetrit
- Ramkumar Ramanathan
- Christian Langmo
- August Holmgren

I seguenti giocatori sono entrati in tabellone come lucky loser:
- Aidan McHugh
- Elmer Møller

## Punti e montepremi
| Torneo    | Torneo              | V     | F     | SF    | QF    | 2T    | 1T  | Q | Q2  | Q1  |
| Singolare | Punti               | 75    | 50    | 30    | 16    | 7     | 0   | 4 | 2   | 0   |
| Singolare | Premi in denaro (€) | 9 880 | 5 820 | 3 450 | 2 000 | 1 165 | 720 | – | 360 | 185 |
| Doppio    | Punti               | 75    | 50    | 30    | 16    | –     | 0   | – | –   | –   |
| Doppio    | Premi in denaro (€) | 4 250 | 2 450 | 1 480 | 880   | –     | 500 | – | –   | –   |

## Campioni

### Singolare
Mattia Bellucci ha sconfitto in finale  Tomáš Macháč con il punteggio di 6–3, 6–4.

### Doppio
Dan Added /  Jonathan Eysseric hanno sconfitto in finale  Liam Broady /  Antoine Hoang con il punteggio di 6–0, 4–6, [11–9].